# Was geht, Noah?
Was geht, Noah? (Originaltitel: Noah Knows Best) ist eine US-amerikanische Fernsehserie, die nach 13 Episoden eingestellt wurde.
In den Vereinigten Staaten wurden 2000 nur die ersten 8 Episoden der Serie ausgestrahlt, in Deutschland wurden alle 13 Folgen 2002 auf dem KiKA gezeigt, allerdings in einer anderen Reihenfolge.
Die Serie wurde als männliches Pendant zu Nickelodeons 1990er Erfolgsserie Clarissa gehandelt.

## Handlung
Der 13-jährige Noah Beznick lebt in New York City und besucht die 8. Klasse der Hudson Park, eine der besten aber öffentlichen Schulen an der Upper East Side. Noah hat tolle Freunde und auch nette Eltern, sein einziges Problem ist seine ältere Schwester Megan, der jedes Mittel recht ist, ihrem Bruder das Leben zu vermiesen. Megan besucht die Privatschule Yardley Prep, die rivalisierende Schule der Hudson Park. Auch diese Tatsache führt zu Streitereien. Megan benutzt sogar Noahs Freunde, um ihm eins auszuwischen. Häufiger Schauplatz ihres Geschwisterstreits ist die beliebte Pizzeria Giannis Pizza.

## Episoden
- 1. Der Computer (The Computer)
- 2. Karriere kann warten (Door to Door)
- 3. Sandwich Surprise (The Final Insult)
- 4. Lokalverbot (Slices of Life)
- 5. Die Promi-Party (The Tickets)
- 6. Der Meister hat gerufen (Pink slip-up)
- 7. Das Läster-Buch (Slam Book)
- 8. Der Populist (Noah Knows Politics)
- 9. Künstlerpech (Noah’s Art)
- 10. Theaterfieber (Clipped in the Wings)
- 11. Noah mal Zwei (The Tutor)
- 12. Sturmfreie Bude (Lost Night)
- 13. Promi-Alarm (Three’s Company) – mit Hanson